# Pectolite
La pectolite è un minerale appartenente alla famiglia degli inosilicati.

## Abito cristallino
Aciculare, globulare, radiale.
La pectolite si presenta in aggregati sferici, fibroso-raggiati, in cristalli aciculari o in masse compatte. Il colore è bianco o grigio. I cristalli prismatici sono rari.

## Origine e giacitura
Comunemente si trova associata a zeoliti nelle cavità dei basalti, più raramente come minerale di contatto come accade per la wollastonite.
È difficile distinguerla dalle zeoliti con metodi semplici. Si forma per genesi idrotermale, riempiendo le cavità dei basalti. Si rinviene associata con zeoliti, prehnite, diopside, grossularia o calcite. 
Si trova anche nelle fratture delle rocce ricche di serpentino o nei calcari metamorfici di contatto.

## Proprietà chimico-fisiche
La pectolite si presenta con cristalli leggeri, perfettamente sfaldabili ma duri. Ha una lucentezza che varia dal vitreo al sericeo. La polvere è bianca.
Il minerale si scioglie, parzialmente, nell’acido cloridrico, con distacco di silice sotto forma di gel. È fosforescente e triboluminescente. Fonde alla fiamma del becco Bunsen dandole una colorazione gialla.

## Località di ritrovamento
Tierno frazione di Mori nel Trentino, Monzoni nella Val di Fassa; a Weardale nel Durham in Inghilterra, presso Edimburgo in Scozia e nelle rocce basaltiche del New Jersey (U.S.A.) a Paterson.

## Usi
Minerale d’interesse scientifico o collezionistico. La varietà azzurra di pectolite si chiama Larimar e può essere tagliata a Cabochon; se ha delle belle venature, viene utilizzata in gioielleria per la creazione di anelli, spille, pendenti o sferette per collane.